# Čerkazovići
Čerkazovići su naseljeno mjesto u općini Jezero, Republika Srpska, BiH.
Nalazi se uz cestu koja vodi od Jezera do Šipova.

## Povijest
Do potpisivanja Daytonskog mirovnog sporazuma bilo je u sastavu općine Jajce koja je ušla u sastav Federacije BiH.

## Stanovništvo

### 1991.
Nacionalni sastav stanovništva 1991. godine, bio je sljedeći:
ukupno: 220
- Muslimani - 131
- Srbi - 83
- ostali, neopredijeljeni i nepoznato - 6

### 2013.
Nacionalni sastav stanovništva 2013. godine, bio je sljedeći:
ukupno: 103
- Srbi - 83
- Bošnjaci - 20

## Vanjske poveznice
- Satelitska snimka  Arhivirana inačica izvorne stranice od 10. kolovoza 2020. (Wayback Machine)